# Biarum kotschyi
Biarum kotschyi là một loài thực vật có hoa trong họ Ráy (Araceae). Loài này được (Schott) B.Mathew ex Riedl mô tả khoa học đầu tiên năm 1980.